# João Pereira Ferraz
João Pereira Ferraz (Porto Alegre, 27 de dezembro de 1853 - São Paulo, 23 de março de 1927) foi um engenheiro e político brasileiro, que teve importante envolvimento nas área de saneamento e recursos hídricos do Rio de Janeiro e São Paulo e foi um prefeito da cidade de Niterói que promoveu profundas reformas na cidade.

## Biografia
Filho de Fidelis Alvez Ferraz e Maria Joaquina Pereira Leal, formou-se engenheiro civil pela Escola Politécnica do Rio de Janeiro em 1873 custeado de seu salário como condutor da Estrada de Ferro Central do Brasil. Em sua carreira de engenheiro integrou a equipe de trabalho de Francisco Bicalho na Comissão de Abastecimento de Água do Rio de Janeiro. Integrou o quadro técnico da Empresa de Obras Públicas do Brasil, chefiado por Paulo de Frontin. Em 1890 presidiu comissão de estudo de canalização do Rio Tietê desde a Ponte Grande (atualmente Ponte das Bandeiras) até Osasco. Em 1892 se transferiu definitivamente para o estado de São Paulo, onde dirigiu a Comissão de Saneamento do Estado de São Paulo até 1895. Fora admitido como professor em 1893 da Escola Politécnica de São Paulo, onde logo se tornara primeiro catedrático da cadeira de hidráulica e saneamento.
Foi indicado pelo engenheiro Honório Bicalho ao governador Alfredo Backer para ser nomeado prefeito de Niterói. Durante seu governo realizou obras de urbanização importantes, como a abertura da Alameda São Boaventura, com aberturas de pontes e o canal do Rio Vicência, avenida da Praia de Icaraí, com o cais correpondente e ponte sobre a atual Rua Joaquim Távora, construção do cais da Praia das Flechas e do Jardim do Gragoatá, a edificação do Palácio Araribóia, sede da prefeitura de Niterói até 1986, e o aterro e urbanização do Campo de São Bento, cujo nome oficial leva o seu nome (Parque Prefeito Ferraz), entre outras.  Ainda reformou o quartel do Corpo de Bombeiros, restabeleceu o serviço telefônico, cujo cabo submarino fora danificado no período da Revolta da Armada e ampliou a rede de iluminação pública da cidade.
Também foi de sua iniciativa a oficialização do dia 22 de novembro como data da fundação da cidade - feriado municipal, através da Deliberação n° 108 de 10 de março de 1909. De fato, foi naquela data do ano de 1573 em que se deu a posse solene das terras de Araribóia.
Todo esse volume de obras não seria possível sem que a edilidade lançasse mão de empréstimos no mercado para a captação de recursos. Foi o primeiro prefeito da cidade a usar o expediente. No total foram solicitados empréstimo de 5.000 contos de réis em 1907 e 1.000 contos de réis em 1910, todas contraídas com o estado. Logo depois, em 1924 a mesma é cancelada e assumida pelo fisco estadual. Também a cidade assistiu, durante esta gestão, a inauguração da primeira agência bancária - o Banco União do Comércio.
Governou a cidade entre 31 de dezembro de 1906 e 29 de dezembro de 1910, renunciando ao cargo 24 horas antes do previsto, em função de uma crise política ter eclodido no gabinete do "presidente" Backer, tendo este sido deposto do cargo.
Retornou a São Paulo para reassumir a cátedra na Escola Politécnica, falecendo quando chefiava os serviços de saneamento da cidade de Santos.